# Championship Wrestling
Championship Wrestling è un videogioco di wrestling pubblicato nel 1986 per Apple II, Atari ST e Commodore 64 dalla Epyx. In Europa fu pubblicato in licenza dalla U.S. Gold, che fece realizzare anche una conversione per Commodore 16, sviluppata in Ungheria, nel 1987.

## Modalità di gioco
Gli incontri sono mostrati con prospettiva isometrica fissa sul ring orientato in diagonale, con il pubblico sullo sfondo e una finestra informativa in alto.
Sono disponibili 8 lottatori fittizi, di aspetto differente e dotati ciascuno di una propria mossa speciale.
I contendenti possono spostarsi in tutte le direzioni e dispongono di una ventina di mosse, in parte eseguibili solo in determinate situazioni.
Di base, combinando il pulsante/tasto di fuoco con le direzioni si possono sferrare pugno, calcio, oppure calcio volante in base alla distanza dell'avversario. Quando si è molto vicini si può tentare di afferrargli la testa; fatto questo si hanno altre possibilità, come il suplex, oppure sollevare l'avversario e quindi effettuare un body slam, un piledriver o un avvitamento aereo. Col dovuto tempismo si può anche riuscire a lanciare l'avversario fuori dal ring.
Tra le altre possibilità ci sono rimbalzare sulle corde per prendere velocità, saltare sugli angoli e  da lì gettarsi sull'avversario, liberarsi da una presa al collo subita o usare la speciale mossa personale specifica di ogni lottatore.
Ogni incontro dura fino a 3 minuti. Ogni mossa inflitta con successo fa guadagnare un certo punteggio. Si vince se si riesce a schienare l'avversario per tre secondi, o in caso di esaurimento del tempo si vince ai punti.
Ogni contendente è dotato di una barra dell'energia che diminuisce subendo colpi e si autoricarica gradualmente. L'energia è necessaria per effettuare le mosse, in proporzione alla loro difficoltà. Quando il livello dell'energia è basso è più difficile rialzarsi e sfuggire ad agganci e schienate.
Le opzioni di gioco generali sono allenamento, competizione, e (nelle versioni su disco) tabella salvata dei record di punteggio. In allenamento si affronta un incontro singolo tra due lottatori a scelta, contro il computer o contro un altro giocatore. La competizione nel giocatore singolo è una sequenza di incontri contro gli altri sette lottatori, che termina subito se si viene sconfitti. In caso di più giocatori la competizione è un girone a eliminatoria tra i giocatori umani.
La scelta del lottatore avviene da una schermata con le sagome e i nomi di tutti otto. Ciascuno ha un proprio breve tema musicale. In competizione i due contendenti vengono anche presentati con primi piani animati (non disponibili su Commodore 16).

## Accoglienza
Championship Wrestling per Commodore 64 ricevette un'accoglienza di solito molto buona dalla critica europea, con medie dei voti complessivi vicine all'80%.
Anche la versione Atari ST ricevette critiche prevalentemente positive, almeno in Europa.
Retro Gamer lo ricorda come uno dei migliori titoli tra quelli che uscirono per Atari ST e non per il suo diretto concorrente Amiga.